# Klaus Roth
Klaus Friedrich Roth (Breslau, 29 oktober 1925 – Inverness, 10 november 2015) was een Brits wiskundige van Duitse afkomst. Hij staat bekend voor zijn werk op het gebied van de diofantische benaderingen, de grote zeef en onregelmatigheden in verdelingen. 
Roth werd geboren in Breslau, maar groeide op en werd opgeleid in het Verenigd Koninkrijk. In 1945 studeerde hij af aan Peterhouse Cambridge. In 1946 begon hij onder supervisie van Theodor Estermann zijn onderzoekscarrière aan University College London.
In 1958 kreeg hij Fieldsmedaille uitgereikt als beloning voor zijn bijdrage aan de stelling van Thue-Siegel-Roth.
Van 1966 tot zijn pensioen in 1988 was hij verbonden aan de Imperial College London. Klaus Roth overleed in 2015 op 90-jarige leeftijd in zijn Schotse woonplaats Inverness.